# Ut-napistim

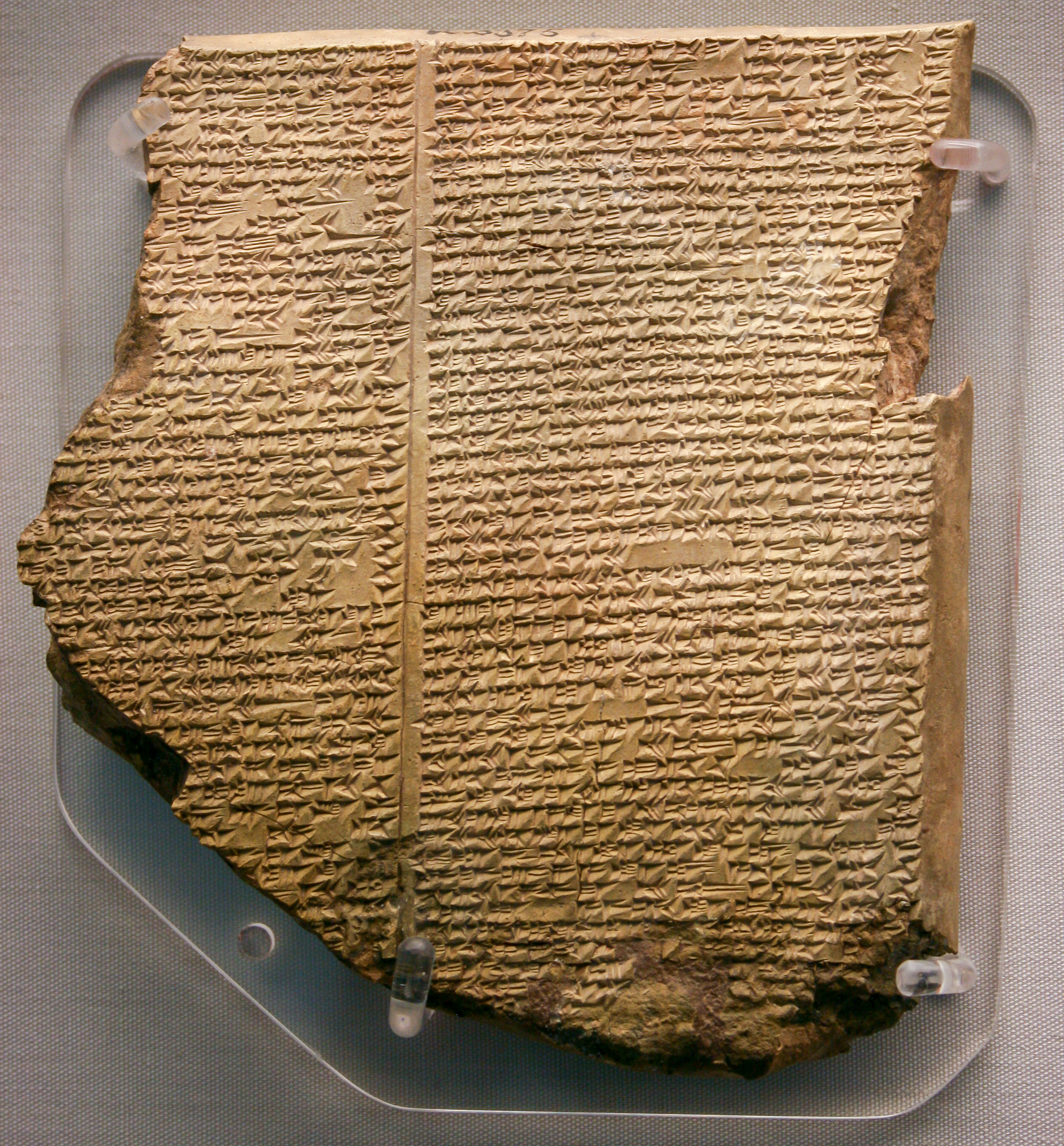
A Gilgames-eposz vízözön-táblája

Ut-napistim (vagy Úm-napisti) az akkád mitológia egyik halhatatlan szereplője, Ubar-tutu fia. A Gilgames-eposzban tűnik fel, mint a vízözön túlélője, aki elmeséli Gilgamesnek a régi történetet. A személy azonos a sumer mitológia Ziuszudra hősével, de nem közvetlenül onnan, hanem az óbabiloni Atrahaszísz-eposzból származik.
Az óbabiloni korban egységesített és jelentősen átdolgozott sumer Gilgames-ciklus egyetlen eposszá állt össze, ez a Gilgames-eposz. Ebben az óbabiloni költő megváltoztatta Ziuszudra nevét, vagy állandó jelzőt alkalmazott a név helyett. Ziuszudra itt ugyanis az Ūta-na’ištim (ú-ta-na-iš-tim) nevet kapja, amelynek jelentése „Rálelt az életre”, ezzel jelezve az örök életét. Ezért nem biztos, hogy név, hiszen Gilgames egy visszatérő mondására utal: „nem lelem az életet”, illetve „az életet, amit keresel, nem találod meg”. Az újasszír változat az U4ZIti vagy U4ZIti-rūqu neveket tartalmazza, ezt pedig az óbabiloni név analógiájára Ut-napištim formában olvassák általában, holott ūm-napišti(-rūqu) alakban a sumer Ziuszudra asszír fordítása lenne („Élet hosszú napokra”).
Ut-napistim alakja a Gilgames-eposz kilencedik, újasszír korú tábláján kerül először említésre. Gilgames Enkidu halála után vándorlásba kezd, hogy megtudja az élet értelmét és megkeresse a halhatatlanságot. A tizedik táblán Sziduri, az istenek kocsmárosnője eligazítja Ur-sanábihoz, aki a vízözön idején Ut-napistim kormányosa volt. Ur-sanábi segítségével átjut a Halál-tengerén, és találkozik Ut-napistimmel. A tizedik tábla második fele és a tizenegyedik tábla első része tartalmazza Gilgames és Ut-napistim beszélgetését.
A Gilgames-eposzban Ut-napistim halhatatlan bölcsként szerepel, aki szerint a testi halhatatlanság elérhetetlen az ember számára, hacsak nincs isteni pártfogója. Ennek bemutatására meséli el a vízözön történetét. Aztán próba elé állítja Gilgamest, aki nem tudja azt teljesíteni. Hát napon és hét éjen át kellett volna ébren maradnia, ám a fáradt vándor szinte azonnal elalszik, és hét napon át fel sem ébred. Erre Ut-napistim megkéri Ur-sanábit, hogy vigye haza a vándort. Gilgames nem találta meg az örök élet titkát Ut-napistimnél, de újabb reményt kap annak feleségétől, aki elárulja a megifjodás füvének rejtekhelyét.

## Az Ut-napistim történet
A mezopotámiai vízözön-történet hőse a sumer változatban Ziuszudra (az akkád változatban Ut-napistim), akit a vízözön után az istenek égi hajlékukba repítettek. Amikor a hős Gilgames hosszas vándorlás és bolyongás után végül elérkezett arra a „távoli földre”, a bölcs Ut-napistim tanácsát kérte élet és halál dolgaiban. Ut-napistim elárulta Gilgamesnek – és rajta keresztül a vízözön után élt emberi nemnek – életben maradásának történetét: „Titokba avatlak be! Rejtett tudásába az isteneknek!” – mondja Ut-napistim, s elbeszéli a vízözön igaz történetét.
Ut-napistim szerint az istenek tanácsba gyűltek, s ott döntöttek arról, hogy elpusztítják az emberiséget. A tanácskozás tényét és a meghozott döntéseket titokban tartották. Ám Enki felkereste Utnapistimet, Suruppak uralkodóját, hogy értesítse a közelgő veszélyről. Enki egy nádkunyhó fala mögül szólította meg Utnapistimet. Szavai eleinte titokzatosan csengenek, de később nagyon is világosan fogalmaz:
Suruppak férfia, te jámbor! Ubar-tutu bölcs fia! Bontsd le az ékes házat, melyben annyi sok öröm és gond vala részed; bontsd le a házat mindenestül és építs erős hajót helyette... Építs hajót s vesd meg ezentúl... vesd meg a birtoklás hatalmát... s keresd az életet helyette! Gyűjts egy-párt az élő fajokból, hogy majd akkor magjuk ne vesszen! Pontos mérték szerint építsd a hajót... hajszálnyit sem térhet el attól, amit veled parancsként közlök.
Nyilvánvaló a párhuzam a bibliai történettel: közeleg a Vízözön, egy embert előre figyelmeztetnek; úgy menekülhet meg, ha különleges bárkát vagy hajót épít, s magával kell vinnie „minden élő faj magvát”.
Ut-napistim nyilvánvaló kérdést tesz fel Enkinek. Mit mondjon ő, Ut-napistim, az "utcabéli embernek", ha kérdik: miért építi a furcsa formájú bárkát, s miért mond le összes földi javáról? Enki így felel:
Emberfia, ezt mondd, ha kérdik: Úgy látszik, Enlil megneheztelt reám, többé nincs maradásom városotokban – mint szögezném tovább Enlil földjére arcom, ha már Gazdám haragja üldöz? Őseim-látta földre térek, az Apszu partján megtelepszem, ott lakozom majd Enki mellett, ki uram és pártfogóm lészen!
Vagyis roppant egyszerű a kifogás: Enki híveként Ut-napistim nem maradhat Mezopotámiában, ezért bárkát épít, hogy elhajózzon az „alanti világba”, hogy ott lakozzon Enki/Éával. A következő versszakok arra utalnak, hogy az országban aszály vagy éhínség is pusztított: Utnapistim, Enki tanácsára, azzal nyugtatja meg a város lakóit, hogy ha Enlil látja távozását "csőstűl hull áldás reátok... szerencse szerencsébe botlik". Ez az érv felettébb meggyőző lehetett.
Így a város félrevezetett lakói nem is kérdezősködtek tovább, hanem még segítettek is Ut-napistimnek a bárka megépítésében. Ut-napistim nyársonsült birkákkal, „sőrére hízott tulokkal” etette őket nap mint nap, „szomjúságukat szőlőlével, sörrel és musttal” oltotta. Még a gyerekek is ott sürögtek-forogtak: ők hordták a szurkot a szigeteléshez.
```
S bár mulatozva, könnyű kézzel építették,
a hajó mégis elkészült hetednapra.
Veszkődve, sok nagy mesterséggel azután vízre bocsátottuk;
kötelekkel, görgőrudakkal igazgattuk lefele-útját;
végül kétharmad magasságig merült el [az Eufrátesz vizében].
```

Ezután Ut-napistim és családja felszállt a hajóra, de előbb "egy-egy párt az élő fajokból" a hajó „rekeszes belsejébe” zárt... Ut-napistim azonban – Noéval ellentétben – azokat a mesterembereket is felcsempészte és elrejtette a bárkáján, akik segítségére voltak a bárka megépítésében.
Ő maga csak egy bizonyos jel után szállhatott hajóra: Enki azt is elárulta, hogy Samas, a tüzes rakétákat felügyelő isten, adja majd meg a jelt:
```
Ha majd szikra-esőt hullat a sötétedés fejedelme,
szedd fel akkor gyorsan a horgonyt, s menekülj messze a hajóval!
```

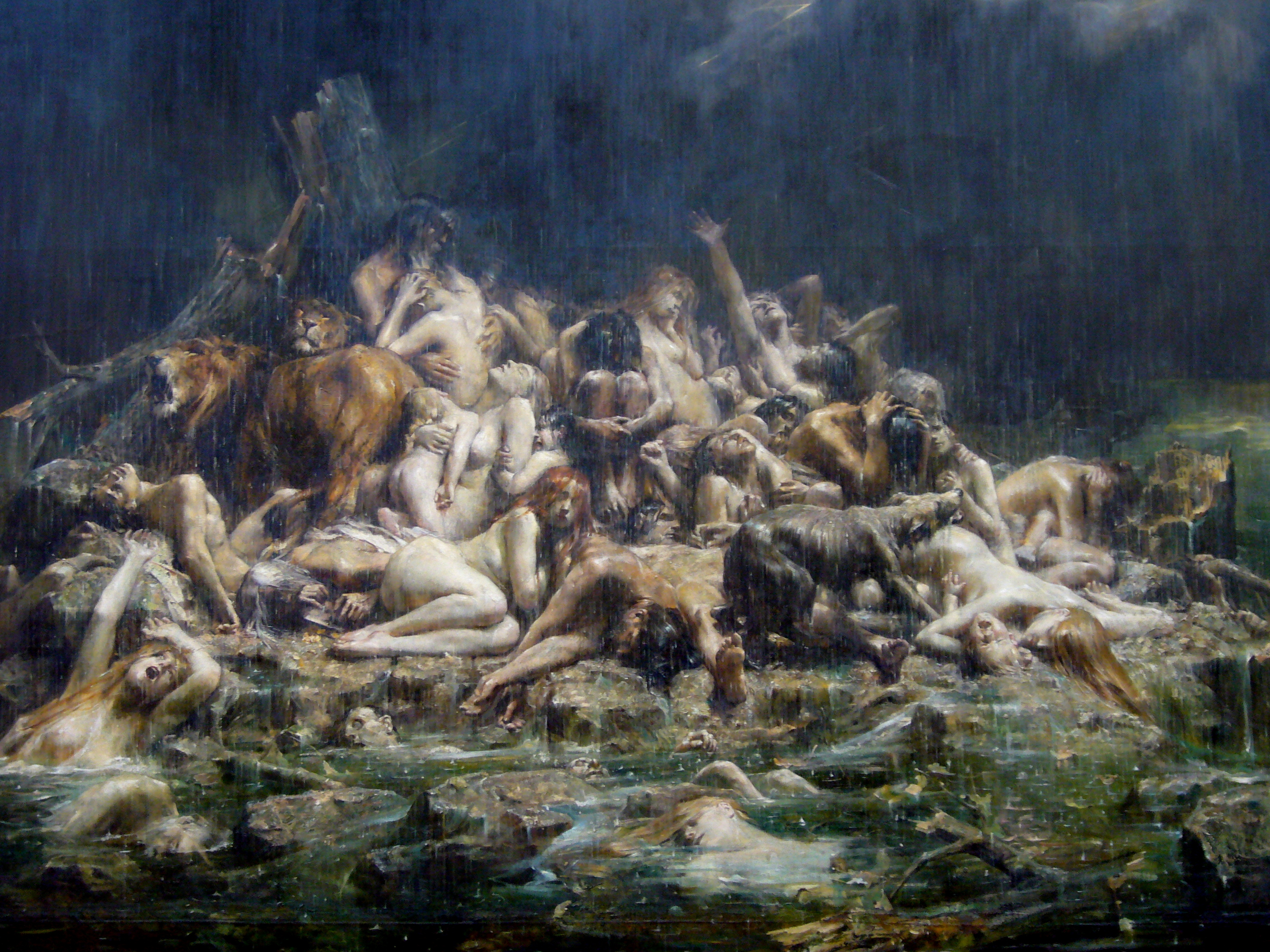
Léon-François Comerre: Az özönvíz

Eljött a pillanat. A föld megrázkódott, s sötétedéskor szikraeső hullott a földre. Utnapistim pedig "elvonult a fedélzetről, és Puzur-Amurri kapitányra bízta a bárkát s minden utasát".
„Amikor a hajnalfény felizott”, már tombolt a vihar. Hatalmas mennydörgés rázta meg az eget. Az ég aljáról barna felhő kúszott egyre magasabbra. A vihar gátakat szakított, falakat rombolt. 
Mindent sötétség borított, "sűrű homály takará el a földet", s végül „cserépként összetörött az ország”. Hat napon, s hat éjjelen át zúgott-morajlott a déli szél.
```
...sziklákat döntött,
sarkát a víz szügyébe vágta s korbácsával habosra verve
addig űzte-hajtotta, míg csak ágaskodva a hegyre nem tört.
Zilált sörényű harci ménként szembeszökve, vadul sodorva,
hullám zúdult az emberekre, akik lentről mindegyre följebb
szöktek az ár elől s a csúcson tehetetlenül megrekedtek...
Hetednapon elült az orkán, a tenger vize visszagördült
medrébe s nem hullámzott többé – vége szakadt a vízözönnek!
Kikémleltem hajóm nyílásán: láthattam a szélcsönd derűjét
s azt is, hogy bomló televénnyé változott, ki még nem is oly rég
örömben s gondban sürgölődött...
```

```
Enlil és az istenek tanácsának akarata beteljesedett.
Ám Enki terve is sikerrel járt: csituló habokon ringott a bárka, amelyen férfiak, nők és gyermekek, de más teremtmények is túlélték a megpróbáltatást.
Amikor elült a vihar, Utnapistim megnyitotta az ablaktáblát:
Az erős fény szemembe vágott.
Mint lapos tető, a mezőség éppolyan kopasz és sivár volt.
Akkor a földre hanyatlottam, alig bírtam elvánszorogni
a nyílástól, sajgó szememből a könnyek arcomra lefolytak...
```

```
Szárazföldet kutattam később, s a tenger sima szemhatárán
- a tizenkettedik rovásnál, amint a kapitány lemérte! -
Sziget emelkedett előttünk: Niszir hegyéhez ért a bárka.
```

```
Ütődtünk a Niszir [“megmenekülés”] hegyéhez,
s az megakasztotta hajómat...
csak áll egy helyben, nem jut előrébb.
```

Hat napon át kémlelte Ut-napistim a tájat a mozdulatlan bárkáról, melyet a Megmenekülés Hegye – a bibliai Ararát – megakasztott. Majd Noéhez hasonlóan ő is egy galambot indított útjára: „elszállott a galamb, kerengélt és nemsokára visszafordult”. Majd fecskét eresztett útjára: a fecske is visszatért. Utoljára hollót bocsátott útjára: a holló elrepült, s nem tért vissza. Ekkor Utnapistim kibocsátotta az élőlényeket, s maga is kilépett a bárkából. Oltárt emelt s égőáldozatot mutatott be, éppúgy mint Noé. Utnapistim áldozatának esetében „fölszállott a füsttel az illat, föl az istenek trónusáig, s az égiek sűrű rajokban gyűltek az áldozat helyére”. A Teremtés könyvében megörökített változat szerint az Örökkévaló ekkor megfogadja, hogy soha többet nem pusztítja el az emberiséget vízözönnel. A babiloni elbeszélésben Istar, a Nagy Istennő az, aki esküvel fogadja: „Nem felejtem azt a percet, amidőn balul határoztunk!”.
Ám a valódi problémát nem ez jelentette. Amikor Enlil is megérkezett, kevéssé érdekelte az ételáldozat. Felbőszülten meredt a bárkára: „Akárki is hajózott rajta, – bizonnyal túlélte az romlást! Holott megmondatott: egyetlen lélek sem maradhat meg élve!” – kiáltotta haragosan.
Ninurta azonnal Enkit gyanúsítja: „Éán kívül, akad-e köztünk egyetlen is, tervekhez értő? Vajon ki más tudhatott volna efféle dolgot kieszelni?” – teszi fel a költői kérdést. Enkinek pedig esze ágában sincs tagadni tettét, sőt ékes védőbeszédbe kezd. Először dicséri Enlilt (“Enlil, te bölcs tanácsú isten, bátor bajnok hírében állasz”), majd megdöbbenésének ad hangot, hogy Enlil ezúttal oktalan módon cselekedett, s ezután így folytatja:
```
Ami engem magamat illet: semmi titkot ki nem fecsegtem,
csupán 
eggyel
, a legméltóbbal láttattam jós-álmot...
```

S ha ez az egy oly bölcs, hogy saját bölcsessége által rájött az isteni titokra, mondja Enki Enlilnek, ne hagyjuk figyelmen kívül kiváló képességeit. „Most pedig döntsünk felőle” – javasolja Enki. A Gilgames-eposz szerint tehát ez volt az istenek titka, amit Ut-napistim elbeszélt Gilgamesnek. Ut-napistim elárulja a történet végét is. Enlilt meggyőzi Enki érvelése:
```
Megenyhült Enlil s a fedélzetre lépett:
kézen fogva a szárazföldre vezetett, háznépemmel együtt...
Asszonyommal előbbre intett, letérdelt a fövenyre,
szorosan mellénk állott s mindkét kezét fejünkre téve,
áldást mondott ránk, azután fennen kiáltá, hogy mindenek hallják:
Ember volt eddig Utnapistim, ember módra küzdött, törődött -
mostantól kezdve asszonyával együtt hozzánk, istenekhez hasonló!
Lakozzék a Távolban ezután, a Folyamok Torkolatánál!
```

Miután elvitték a Távolba, Anu és Enlil „életet adott, az istenek sorába emelte” Ut-napistimet.
A vízözön-történet mezopotámiai változata az emberi utódnemzésről is szól. A javarészt rongált szöveg különféle „embertípusokat” említ.
```
Legyen egy harmadik fajta az emberek között:
legyen az emberek között
asszony, aki szül, s asszony, aki nem szül.
```

A nemi érintkezést is új elvek szerint gyakorolták:
```
Előírások az emberi nemnek:
Az ifjú... a fiatal lánnyal...
A fiatal lány...
Az ifjú a fiatal lánnyal...
Ha megvetik az ágyat,
háljon együtt férjével a hitves.
```

Túljártak Enlil eszén. Az emberiség megmenekült, és szabadon nemzhetett utódokat. Az istenek megnyitották a Földet az ember számára.